# Contea autonoma hui di Menyuan
La contea autonoma hui di Menyuan (门源回族自治县S, Ményuán Huízú ZìzhìxiànP) è una contea della Cina, situata nella provincia di Qinghai e amministrata dalla prefettura autonoma tibetana di Haibei.